# Szacowni nieboszczycy
Szacowni nieboszczycy (wł. Cadaveri eccellenti) – włosko-francuski thriller z 1976 roku w reżyserii Francesco Rosiego. Obraz zdobył nagrodę David di Donatello za najlepszy włoski film roku oraz za najlepszą reżyserię.
W filmie Lino Ventura, w refleksyjny i oszczędny sposób, gra inspektora Rogasa, jedynego sprawiedliwego, choć policjanta.

## Fabuła
Cieszący się nieposzlakowaną opinią inspektor Rogas prowadzi śledztwo w sprawie tajemniczej serii morderstw prokuratorów i sędziów Sądu Najwyższego. W trakcie podejmowania czynności śledczych sprawa okazuje się mieć tło polityczne, a zamieszana w nią może być mafia i radykalni działacze studenccy.

## Obsada
- Lino Ventura – inspektor Amerigo Rogas
- Tino Carraro – komendant policji
- Marcel Bozzuffi – Leń
- Paolo Bonacelli – dr Maxia
- Alain Cuny – sędzia Rasto
- Maria Carta – pani Cres
- Luigi Pistilli – Cusan
- Tina Aumont – prostytutka
- Renato Salvatori – komisarz policji
- Paolo Graziosi – Galano
- Anna Proclemer – żona Nocia
- Fernando Rey – minister ds. bezpieczeństwa
- Max von Sydow – prezes Sądu Najwyższego
- Charles Vanel – Varga[3]

## Produkcja
Zdjęcia kręcono w Rzymie, Capraroli, Neapolu, Bacoli, Lecce, Agrigento i Siculianie.